# Coreodrassus lancearius
Coreodrassus lancearius är en spindelart som beskrevs av Simon 1893. Coreodrassus lancearius ingår i släktet Coreodrassus och familjen plattbuksspindlar. Inga underarter finns listade i Catalogue of Life.